# 安东尼奥·埃斯特列尔
安东尼奥·埃斯特列尔（西班牙語：Antonio Esteller，1955年4月27日—），西班牙水球运动员、教练。他曾代表西班牙参加1980年夏季奥林匹克运动会水球比赛，获得第4名。他也曾率领西班牙男子水球队参加1988年夏季奥林匹克运动会。